# Anthrenoides lavrensis
Anthrenoides lavrensis är en biart som beskrevs av Urban 2007. Anthrenoides lavrensis ingår i släktet Anthrenoides och familjen grävbin. Inga underarter finns listade i Catalogue of Life.